# Список кавалерів ордена Серафимів
Це неповний список кавалерів королівського ордену Серафимів з 1748 року по теперішній час (6 травня 2024 року). Кавалери, які є членами шведської королівської родини, позначені у списку синьо-фіолетовим кольором.

## Фредерік I (1748—1751)
| №  | Відзначений     | Фото | Ім'я                                      | Титул | Країна               |
| -- | --------------- | ---- | ----------------------------------------- | --- | -------------------- |
| 1  | 17 квітня 1748  |      | Фредерік I                                | - Король Швеції (1720—1751) - Правлячий ландграф Гессен-Кассельський (1730—1751)                                                      | Швеція Гессен        |
| 2  | 17 квітня 1748  |      | Адольф Фредерік                           | - Принц-єпископ Любека (1727—1750) - Спадкоємець шведського престолу (1743—1751) - Король Швеції (1751—1771)                          | Швеція               |
| 3  | 17 квітня 1748  |      | Густав III                                | - Кронпринц Швеції (1751—1771) - Король Швеції (1771—1792)                                                                            | Швеція               |
| 4  | 17 квітня 1748  |      | Густав Бонде                              | - Граф Бьорне - Губернатор графства Естергетланд (1718—1721) - Президент Бергколегії (1721—1727) - Член Ради міністрів (1727—1739)    | Швеція               |
| 5  | 17 квітня 1748  |      | Туре Габрієль Бєльке                      | - Граф - Генерал-майор - Радник Ради міністрів (1727—1739)                                                                            | Швеція               |
| 6  | 17 квітня 1748  |      | Якоб Кронштедт                            | - Граф - Член Ради міністрів | Швеція               |
| 7  | 17 квітня 1748  |      | Еверт Дідрік Таубе                        | - Граф - Контр-адмірал з 1734 року - Радник (1734—1739)                                                                               | Швеція               |
| 8  | 17 квітня 1748  |      | Аксель Лоуен                              | - Барон, граф з 1751 року - Генерал піхоти з 1737 року - Радник (1739—1766)                                                           | Швеція               |
| 9  | 17 квітня 1748  |      | Густаф Фредрік фон Розен                  | - Граф 1751 р. - Риксадвізор (1739—1765) - Генерал-губернатор Фінляндії (1747—1751)                                                   | Швеція               |
| 10 | 17 квітня 1748  |      | Арвід Поссе                               | - Граф - Радник (1739) | Швеція               |
| 11 | 17 квітня 1748  |      | Карл Еренпройс                            | - Барон (1747) - Граф (1751) - Риксадвізор (1739)                                                                                     | Швеція               |
| 12 | 17 квітня 1748  |      | Антон Йоган Врангель Старший              | - Барон (1747) - Граф (1751) - Радник (1740)                                                                                          | Швеція               |
| 13 | 17 квітня 1748  |      | Карл Густав Тессін                        | - Граф - Фельдмаршал (1738) - Риксадвізор (1741—1761) - Канцлер (1746—1752)                                                           | Швеція               |
| 14 | 17 квітня 1748  |      | Герман Цедеркройц                         | - Барон - Граф (1751) - Посол до Санкт-Петербурга (1722—1729, 1744—1745) - Радник (1742)                                              | Швеція               |
| 15 | 17 квітня 1748  |      | Вільгельм Людвіг Таубе                    | - Барон Оденкат - Риксадвізор 1746 - Риксмаршал 1747—1750                                                                             | Швеція               |
| 16 | 17 квітня 1748  |      | Карл Йоган Штірнштедт                     | - Барон - Губернатор округу Кіменегорд і Нючепінг (1741—1746) - Радник (1746)                                                         | Швеція               |
| 17 | 17 квітня 1748  |      | Андерс Юган фон Гепкен                    | - Граф (22 липня 1762) - Президент канцелярії (1752—1761) - Радник (1746—1761, 1773—1780)                                             | Швеція               |
| 18 | 17 квітня 1748  |      | Фабіан Вреде                              | - Барон Еліме - Радник (1746—1756) | Швеція               |
| 19 | 17 квітня 1748  |      | Нільс Пальмстієрна                        | - Барон (1747) - Радник (1746—1761)                                                                                                   | Швеція               |
| 20 | 17 квітня 1748  |      | Клас Екеблад Молодший                     | - Граф - Радник (1746—1765, 1769) - Риксмаршал (1751—1761) - Канцлер (1761—1765)                                                      | Швеція               |
| 21 | 17 квітня 1748  |      | Гавриїл фон Сет                           | - Барон (1747) - Граф (1762) - Риксадвізор (1747—1765)                                                                                | Швеція               |
| 22 | 17 квітня 1748  |      | Карл Густав Більке                        | - Граф - Губернатор графства Вестерноррланд (1727—1739) - Голова державного казначейства (1739—1754)                                  | Швеція               |
| 23 | 17 квітня 1748  |      | Карл Кронштедт                            | - Барон - Генерал піхоти - Президент Військової колегії                                                                               | Швеція               |
| 24 | 17 квітня 1748  |      | Карл Фредрік Піпер                        | - Граф - Голова Палати депутатів (1747—1756)                                                                                          | Швеція               |
| 25 | 17 квітня 1748  |      | Ерланд Карлссон Броман                    | - Барон (1747) - Президент Національної торгової ради (1747—1757)                                                                     | Швеція               |
| 26 | 17 квітня 1748  |      | Юхан Крістоффер фон Дюрінг                | - Граф (1751) - Фельдмаршал (1753—1759)                                                                                               | Швеція               |
| 27 | 17 квітня 1748  |      | Матіас Александр фон Унгерн-Штернберг     | - Барон - Фельдмаршал (1753) | Швеція               |
| 28 | 18 липня 1748   |      | Хоакін Ігнасіо де Барренечеа та Еркіньїго | - Маркіз Пуерто - Іспанський посол у Стокгольмі (1741—1746) - Посол Іспанії в Нідерландах (1746—1753)                                 | Іспанія              |
| 29 | 26 вересня 1748 |      | Карл XIII                                 | - Спадковий принц Швеції - Герцог Седерманланду (1772) - Регент (1792—1796) - Король Швеції (1809—1818) - Король Норвегії (1814—1818) | Швеція Норвегія      |
| 30 | 1749            |      | Фредерік Август                           | - Принц Брауншвік-Вольфенбюттельський - Генерал-лейтенант (1763)                                                                      | Прусське королівство |
| 31 | 17 квітня 1749  |      | Вольфганг Ернст I                         | - Правлячий граф Ізенбург-Бірштейн (1711—1754) - Принц королівства (з 1744)                                                           | Ізенбург-Бірштайн    |
| 32 | 17 квітня 1749  |      | Йоганн Казимир                            | - Граф Ізенбург-Бірштейн - Гессенський генерал-лейтенант.                                                                             | Гессен               |
| 33 | 7 липня 1750    |      | Фрідріх Адольф                            | - Спадковий принц Швеції - Герцог Естергьотландський (з 1772)                                                                         | Швеція               |
| 34 | листопад 1750   |      | Крістіан Август                           | - Правлячий граф Зольмс-Лаубах (1723—1784)                                                                                            | Зольмс-Лаубах        |

## Адольф Фредерік (1751—1771)
| №  | Відзначений       | Фото | Ім'я                                       | Титул                                                                         | Країна                     |
| -- | ----------------- | ---- | ------------------------------------------ | ----------------------------------------------------------------------------- | -------------------------- |
| 35 | 25 листопада 1751 |      | Огаст Луїс                                 | - Правлячий князь Ангальт-Кетена (1728—1755)                                  | Ангальт-Кетен              |
| 36 | 25 листопада 1751 |      | Крістофер Луїс                             | - Граф Штольберг-Штольберг                                                    | Штольберг-Штольберг        |
| 37 | 25 листопада 1751 |      | Карл Крістіан                              | - Правлячий граф (пізніше принц) Зольмс-Гогензольмс (1744—1803)               | Зольмс-Гогензольмс         |
| 38 | 25 листопада 1751 |      | Карл Густаф Левенгельм                     | - Граф - Радник (1751—1768)                                                   | Швеція                     |
| 39 | 25 листопада 1751 |      | Клас Штромберг                             | - Граф - Радник (1751—1761)                                                   | Швеція                     |
| 40 | 25 листопада 1751 |      | Рутгер Фукс                                | - Барон - Генерал-майор - Головнокомандувач (1739—1753)                       | Швеція                     |
| 41 | 23 листопада 1752 |      | Фредерік V                                 | - Король Данії (1746—1766)                                                    | Данія                      |
| 42 | 23 листопада 1752 |      | Фрідріх II                                 | - Король Пруссії (1740—1786)                                                  | Прусське королівство       |
| 43 | 23 листопада 1752 |      | Карл Джуел                                 | - Таємна рада                                                                 | Данія                      |
| 44 | 23 листопада 1752 |      | Карл Фредрік Шеффер                        | - Граф - Дипломат - Радник                                                    | Швеція                     |
| 45 | 26 квітня 1753    |      | Адольф Фрідріх IV Мекленбург-Стреліц       | - Герцог Мекленбург-Стреліц (1752—1794)                                       | Мекленбург-Стреліц         |
| 46 | 29 квітня 1754    |      | Луї Фердінанд                              | - Правлячий граф Зайн-Вітгенштайн-Берлебург (1741—1773)                       | Зайн-Вітгенштайн-Берлебург |
| 47 | 29 квітня 1754    |      | Генріх фон Бюнау                           | - Граф - Історик - Прем'єр-міністр Саксен-Веймарської землі (1751—1759)       | Саксен-Веймар              |
| 48 | 29 квітня 1754    |      | Август Моріц фон Доноп                     | - Барон - Генерал-лейтенант Гессену                                           | Гессен                     |
| 49 | 29 квітня 1754    |      | Даніель Йохан Зандер                       | - Генерал-лейтенант                                                           | Швеція                     |
| 50 | 25 листопада 1754 |      | Карл Ріддерстольп                          | - Барон - Віце-адмірал                                                        | Швеція                     |
| 51 | 25 листопада 1754 |      | Густаф Руут                                | - Віце-адмірал                                                                | Швеція                     |
| 52 | 25 листопада 1754 |      | Георг Богіслав Сталь фон Гольштейн         | - Барон - Фельдмаршал                                                         | Швеція                     |
| 53 | 25 листопада 1754 |      | Готхард Вільгельм Маркс фон Вюртенберг     | - Барон - Фельдмаршал                                                         | Швеція                     |
| 54 | 24 листопада 1755 |      | Фредерік Вільгельм фон Гессенштейн         | - Шведський принц - Фельдмаршал                                               | Швеція                     |
| 55 | 24 листопада 1755 |      | Якоб Левін фон Плессен                     | - Гольштейнський та шведський верховний маршал - Проректор Любека (1743—1761) | Швеція Шлезвіг-Гольштейн   |
| 56 | 21 листопада 1757 |      | Отто Флемінг                               | - Барон - Радник                                                              | Швеція                     |
| 57 | 21 листопада 1757 |      | Карл Лагерберг                             | - Барон (1758) - Радник (1755—1765)                                           | Швеція                     |
| 58 | 27 листопада 1758 |      | Моріц Ульрік фон Путбус                    | - Граф - Президент                                                            | Швеція                     |
| 59 | 26 листопада 1759 |      | Хеннінг Адольф Гілленборг                  | - Граф - Радник                                                               | Швеція                     |
| 60 | 24 листопада 1760 |      | Адам Горн                                  | - Граф - Генерал-лейтенант (1759) - Радник (1761—1769, 1771)                  | Швеція                     |
| 61 | 28 квітня 1762    |      | Вільгельм Август Гольштейн-Готторпський    | - Герцог Гольштейн-Готторпський - Полковник                                   | Любек                      |
| 62 | 28 квітня 1762    |      | Карл Едвард фон Гессенштейн                | - Граф - Генерал-майор                                                        | Швеція Гессен              |
| 63 | 22 листопада 1762 |      | Ганс Генрік Лівен Молодший                 | - Граф - Радник                                                               | Швеція                     |
| 64 | 22 листопада 1762 |      | Фредерік фон Фрізендорф                    | - Барон - Радник                                                              | Швеція                     |
| 65 | 21 листопада 1763 |      | Катерина II                                | - Імператриця Росії (1762—1796) - Принцеса Ангальт-Цербстська                 | Російська імперія          |
| 66 | 21 листопада 1763 |      | Петер Фрідріх Вільгельм                    | - Герцог Ольденбургу (1785—1823)                                              | Ольденбург                 |
| 67 | 21 листопада 1763 |      | Карл Руденшельд                            | - Граф - Радник                                                               | Швеція                     |
| 68 | 21 листопада 1763 |      | Карл Фредерік Торнфліхт                    | - Граф - Радник                                                               | Швеція                     |
| 69 | 21 листопада 1763 |      | Густаф Адольф Х'ярне                       | - Граф - Радник                                                               | Швеція                     |
| 70 | 1764              |      | Якоб Альбрехт фон Лантінгсгаузен           | - Генерал-лейтенант                                                           | Швеція                     |
| 71 | 25 листопада 1765 |      | Аксель фон Ферзен Старший                  | - Граф - Радник                                                               | Швеція                     |
| 72 | 25 листопада 1765 |      | Якоб Філіп фон Шверин                      | - Барон - Радник                                                              | Швеція                     |
| 73 | 24 листопада 1766 |      | Кристіан VII                               | - Король Данії (1766—1808)                                                    | Данія                      |
| 74 | 24 листопада 1766 |      | Аксель Лагербілке                          | - Барон (1766) - Віце-адмірал (1758) - Радник (1765—1769)                     | Швеція                     |
| 75 | 1 травня 1769     |      | Карл Фредрік фон Гепкен                    | - Барон - Президент канцелярії                                                | Швеція                     |
| 76 | 1 травня 1769     |      | Густаф Девід Гамільтон                     | - Граф - Фельдмаршал (1765)                                                   | Швеція                     |
| 77 | 1 травня 1769     |      | Августин Еренсвард                         | - Граф - Фельдмаршал                                                          | Швеція                     |
| 78 | 27 листопада 1769 |      | Ерік фон Штокенстрем                       | - Граф - Радник - Канцлер юстиції                                             | Швеція                     |
| 79 | 27 листопада 1769 |      | Нільс Адам Більке                          | - Граф - Радник                                                               | Швеція                     |
| 80 | 27 листопада 1769 |      | Фредерік Крістофер фон Зольмс-Вільденфельс | - Граф - Генерал-лейтенант                                                    | Саксонське курфюрство      |
| 81 | 25 серпня 1770    |      | Генріх Прусський                           | - Принц Прусський - Дипломат                                                  | Прусське королівство       |
| 82 | 26 листопада 1770 |      | Жан фон Валльвейк                          | - Барон (1770) - Граф (1771) - Радник                                         | Швеція                     |
| 83 | 26 листопада 1770 |      | Ульрік Шеффер                              | - Граф - Радник                                                               | Швеція                     |
| 84 | 26 листопада 1770 |      | Маттіас фон Германссон                     | - Граф - Радник                                                               | Швеція                     |
| 85 | 26 листопада 1770 |      | Йоахім Бек-Фріс                            | - Граф - Радник                                                               | Швеція                     |

## Густав III (1771—1792)
| №   | Відзначений       | Фото | Ім'я                                  | Титул | Країна               |
| --- | ----------------- | ---- | ------------------------------------- | --- | -------------------- |
| 86  | 25 листопада 1771 |      | Моріц Поссе                           | - Барон - Радник | Швеція               |
| 87  | 20 листопада 1772 |      | Фрідріх-Вільгельм II                  | - Спадкоємець прусського престолу (1758—1786) - Король Пруссії (1786—1797)                                                                                              | Прусське королівство |
| 88  | 20 листопада 1772 |      | Павло I                               | - Російський спадкоємець (1754—1796) - Цар Росії (1796—1801) | Російська імперія    |
| 89  | 20 листопада 1772 |      | Горан Джилленстієрна                  | - Граф - Маршал - Принц | Швеція               |
| 90  | 22 листопада 1773 |      | Карл фон Ферзен                       | - Граф - Головний єгер | Швеція               |
| 91  | 21 листопада 1774 |      | Фредрік Ріббінг                       | - Барон - Граф (1778) - Радник (1766—1769, 1772) | Швеція               |
| 92  | 21 листопада 1774 |      | Фредерік Карл Сінклер                 | - Граф - Радник | Швеція               |
| 93  | 29 квітня 1776    |      | Потьомкін Григорій Олександрович      | - Російський князь - Фельдмаршал | Російська імперія    |
| 94  | 25 листопада 1776 |      | Габріель Спенс                        | - Граф - Фельдмаршал (1776) - Один з лордів королівства (1778) | Швеція               |
| 95  | 25 листопада 1776 |      | Фрідріх III Гессен-Кассельський       | - Принц - Ландграф | Гессен               |
| 96  | 1 листопада 1778  |      | Густав IV Адольф                      | - Кронпринц Швеції (1778—1792) - Король Швеції (1792—1809) | Швеція               |
| 97  | 23 жовтня 1778    |      | Крістофер Фалькенгрін                 | - Граф - Радник - Президент | Швеція               |
| 98  | 23 листопада 1778 |      | Адольф Фредерік Левенгаупт            | - Майстер королівського двору (1772) - Підполковник (1777) - Генерал-майор (1799) - Церемоніймейстер королівського двору (1773—1778)                                    | Швеція               |
| 99  | 23 листопада 1778 |      | Фредерік Горн фон Амінне              | - Граф Амінн - Генерал кавалерії (1778) | Швеція               |
| 100 | 23 листопада 1778 |      | Якоб Магнус Шпренгтпортен             | - Генерал-лейтенант (1772) | Швеція               |
| 101 | 27 листопада 1780 |      | Філіпп Крейц                          | - Граф - Посол у Парижі (1766—1783) - Один з лордів королівства (1782) - Радник і канцлер (1783)                                                                        | Швеція               |
| 102 | 26 листопада 1781 |      | Мілкер Фалькенберг                    | - Граф Бробі - Камергер (1748) - Радник (1772—1789) - Радник Королівської канцелярії 1772—1783 - Президент юридичної комісії (1772—1789)                                | Швеція               |
| 103 | 25 серпня 1782    |      | Принц Карл Густав                     | - Спадковий принц Швеції - Герцог Смоланду | Швеція               |
| 104 | 1 вересня 1782    |      | Карл Спарре                           | - Барон - Генерал-майор (1769) - Генерал-губернатор (1773) - Багатий радник (1775—1789)                                                                                 | Швеція               |
| 105 | 1 вересня 1782    |      | Фредрік Спарре                        | - Барон - Граф (1797) - Радник (1781—1789) - Канцлер (1792—1797) | Швеція               |
| 106 | 1 вересня 1782    |      | Фредрік Поссе                         | - Граф - Генерал-лейтенант (1778) - Головнокомандувач Фінляндії (1780—1790) - Генерал від піхоти (1792) - Один з лордів королівства (1793)                              | Швеція               |
| 107 | 24 листопада 1783 |      | Еверт Вільгельм Таубе                 | - Барон Оденкатський - Генерал-майор (1782) - Генерал-полковник (1783) - Генерал-лейтенант (1790)                                                                       | Швеція               |
| 108 | 22 листопада 1784 |      | Карл Аксель Вахтмайстер               | - Граф Йоганнісус - Канцлер юстиції (1779—1793, 1796—1809) - Один з лордів королівства (1782) - Дротс та голова Апеляційного суду Свеа (1787—1809)                      | Швеція               |
| 109 | 21 листопада 1785 |      | Карл Бонде                            | - Граф Бйорно - Маршал суду Софії Альбертіни (1770) - Голова апеляційного суду Вази (1781—1788) - Один з лордів королівства (1782) - Радник - Маршал королівства (1788) | Швеція               |
| 110 | 23 червня 1786    |      | Йохан Дідрік Дувалл                   | - Барон - Генерал-лейтенант | Швеція               |
| 111 | 3 липня 1786      |      | Фредерік VI                           | - Кронпринц - Король Данії (1808—1839) | Данія                |
| 112 | 27 листопада 1786 |      | Чарльз Еміль Левенгаупт молодший      | - Граф - Один з лордів королівства | Швеція               |
| 113 | 27 листопада 1786 |      | Йохан Людвіг Хард                     | - Шведський граф - Прусський генерал-лейтенант | Швеція               |
| 114 | 5 листопада 1787  |      | Фредерік, принц Данський і Норвезький | - Кронпринц | Данія                |
| 115 | 26 листопада 1787 |      | Нільс Поссе                           | - Граф - Один з лордів королівства | Швеція               |
| 116 | 26 листопада 1787 |      | Арвід Фредрік Курк                    | - Барон - Граф (1797) - Голова апеляційного суду Гьоти (1781—1792) - Голова Торгово-промислової палати (1792—1801)                                                      | Швеція               |
| 117 | 28 квітня 1790    |      | Ґустав Моріц Армфельт                 | - Фінський граф (1811) | Швеція               |
| 118 | 22 листопада 1790 |      | Філіп фон Платен                      | - Барон (1797) - Генерал-губернатор Померанії (1796—1800) - Фельдмаршал (1799)                                                                                          | Швеція               |
| 119 | 22 листопада 1790 |      | Йохан Габріель Оксенстієрна           | - Граф Корсгольм і Васа - Радник (1786—1789) - Маршал (1792—1801) | Швеція               |
| 120 | 22 листопада 1790 |      | Адольф Фредрік Мунк                   | - Граф - Головний конюх | Швеція               |
| 121 | 22 листопада 1790 |      | Отто Генріх Ігельстром                | - Російський граф - Генерал - Посол Росії у Швеції (1792) | Російська імперія    |
| 122 | 22 листопада 1791 |      | Ерік Руут                             | - Барон - Граф (1792) - Один з лордів королівства (1792) - Генерал-губернатор Померанії (1792—1796)                                                                     | Швеція               |

## Густав IV Адольф (1792–1809)
| №   | Відзначений       | Фото | Ім'я                          | Титул | Країна |
| --- | ----------------- | ---- | ----------------------------- | --- | ------ |
| 123 | 21 листопада 1794 |      | Густаф Адольф Ройтергольм     | - Барон - Президент | Швеція |
| 124 | 21 листопада 1794 |      | Карл Адам Вахтмайстер         | - Барон - Граф - Полковник | Швеція |
| 125 | 21 листопада 1794 |      | Йохан Вільгельм Шпренгтпортен | - Барон - Генерал | Швеція |
| 126 | 24 листопада 1794 |      | Курт фон Штедінгк             | - Посол у Санкт-Петербурзі (1790–1808, 1809–1811) - Один з лордів королівства (1796) - Шведський дворянин (1797) - Барон (1800) - Граф (1809) - Фельдмаршал (1811)                                                                                   | Швеція |
| 127 | 24 листопада 1794 |      | Магнус Фредерік Браге         | - Барон - Граф - Один з лордів королівства | Швеція |
| 128 | 24 листопада 1794 |      | Ганс Генрік фон Ессен         | - Граф (1809) - Полковник (1787) - Один з лордів королівства (1800) - Генерал-губернатор Померанії (1800―1815) - Державний радник (1809) - Фельдмаршал (1811) - Регент королівства в Норвегії з 1814 року по 1816 рік Маршал королівства з 1816 року | Швеція |